# Филлер (телевидение)
Филлер (от англ. filler, заполнитель) в сериалах со сквозным сюжетом — дополнительный материал, связанный с основным сюжетом, добавляемый для увеличения длительности показа. В большинстве случаев филлеры существенно слабее серий, связанных с развитием сюжета, и не нужны для его понимания.
Часто применяются в длительных аниме-сериалах, и детских/семейных мультсериалах. Например, в Naruto Shippūden из 500 эпизодов 231 полностью или частично является филлерным. Филлеры в таких случаях могут издаваться на протяжении нескольких месяцев подряд, образуя целые новые сюжетные арки. Иногда причиной появления филлерных арок является более высокий темп выхода серий аниме, чем оригинальной манги, по которой рисуется аниме.